# ツル博物館クレインパークいずみ
出水市ツル博物館クレインパークいずみは、鹿児島県出水市にある博物館。
1993年から1995年にかけて造成され、ツルのことを学び理解し、ふれ合える場として計画された。
現代の日本に1万羽を超すツルがやって来る。日本全域にわたって分布していたトキがすでに絶滅したように大型の鳥類が生息する場は失われ、都市化の進むなかで自然や野生生物とのふれ合い·共生がますます困難になりつつある日本で、広い敷地の中央にツルを紹介する施設。その左右にここを訪れる人々のコミュニケーションを深める人工的、造形的な空間と、もう片方はツルが飛来できるように自然な、人のあまり立ち入らない空間を設定したコミュニケーションのための空間は、4つの石の門を通してシベリズムをつくり出す。自然な空間は沼池を再現し、水生植物や湿生植物、地元に生育する樹種を中心に森を計画し
出水の自然の生態系をよみがえらせ、野鳥の生息の場になるように計画されている。